# Dyben
Dyben (bułg. Дъбен) – wieś w Bułgarii, w obwodzie Łowecz, w gminie Łukowit. Według danych szacunkowych Ujednoliconego Systemu Ewidencji Ludności oraz Usług Administracyjnych dla Ludności, 15 września 2022 roku miejscowość liczyła 121 mieszkańców.

## Historia
W 1893 r. we wsi żyło 5 Pomaków, a według danych z 1881 r. ich liczba wynosiła 447.